# Hélène af Orléans
Prinsesse Hélène af Orléans (italiensk: Elena d'Orléans; født 13. juni 1871, død 21. januar 1951) var en fransk prinsesse, der var hertuginde af Aosta fra 1889 til 1908 som ægtefælle til den italienske prins Emanuele Filiberto af Savoyen-Aosta. Hun var datter af den franske tronprætendent, Filip af Orléans.